# اريك وارد (لاعب كرة قدم أسترالية)
اريك وارد (بالإنجليزية: Eric Ward)‏ هو لاعب كرة قدم أسترالية أسترالي، ولد في 4 يوليو 1913، وتوفي في 12 أغسطس 2010.

## وصلات خارجية
- اريك وارد على موقع AustralianFootball.com (الإنجليزية)
- اريك وارد على موقع AFLtables.com (الإنجليزية)